# Дайна Джейн
Дайна Джейн Хенсън (на английски: Dinah Jane Hanson) е американска певица, бивш член на групата Fifth Harmony. Подписва договор като соло изпълнител с HitCo Entertainment на L.A. Reid. През октомври 2017 г. тя участва в сингъла на RedOne „Boom Boom“ с Daddy Yankee и French Montana. Нейният дебютен самостоятелен сингъл „Bottled Up“ е с участието на Ty Dolla Sign и Marc E. Bassy и е пуснат на 21 септември 2018 г.

## Ранен живот
Дайна Джейн израства в Санта Ана, Калифорния. Дъщеря е на Гордън Хансен и Милика Амасио. Дайна по-голяма сестра, която е осиновена.
Джейн за пръв път излиза пред публика, когато пее химна на САЩ на седемгодишна възраст. Тя учи в училището по изкуствата в окръг Ориндж и завършва през 2015 г. Цитира творци като Пати Лабел, Бионсе, Леона Люис, Марая Кери и Ета Джеймс, които са повлияли нейния музикален живот.

## Кариера

### X Factor и Fifth Harmony
През 2011 г. тя записва първия си сингъл, „Dancing Like A White Girl“. Явява се на прослушване за X Factor през 2012 г. По време на нейното соло изпълнение в състезанието „Bootcamp“ тя изпява песента „Hero“ на Марая Кери, но забравя част от текста. Елиминирана е от „Bootcamp“, но след това е върната заедно с Али Брук, Нормани, Лорън Хореги и Камила Кабейо, за да формират групата, известна като Fifth Harmony. Групата стигна до финалите и се класира на трето място.
Fifth Harmony пуска своя дебютен EP, „Better Together“ през 2013 г., първия си албум „Reflection“ през януари 2015 г., и втория си албум „7/27“ през май 2016 г. Първите им два албума включват синглите „Worth It“ и „Work from Home“, които достигат топ 10 в няколко международни класации. Групата също така допринася за музиката към саундтрака на анимационния филм „Хотел Трансилвания 2“ с песента „Аз съм влюбена в чудовището“. Те издават третия си едноименен студиен албум, който е и първият, издаден като четиричленна група, на 25 август 2017 г. На 19 март 2018 г. групата обявява пауза за неопределено време, за могат членовете ѝ да се съсредоточат върху соло проекти.

### Соло и предстоящ дебютен албум
През 2015 г. Джейн се явява на прослушване за ролята на главния герой в предстоящия анимационен филм Смелата Ваяна; ролята в крайна сметка е дадена на Auliʻi Cravalho. Уебсайтът на ТВ канала Fuse включва Джейн в статия за лицата от бъдещата история на Азия и Тихоокеанския регион, назовавайки най-обещаващите артисти от региона през 2017 г. Тя е включена в песента на RedOne „Boom Boom“ заедно с Daddy Yankee и French Montana. Тя пее националния химн на Тонга „Ko e fasi 'o e tu'i 'o e 'Otu Tonga“ на 24 ноември 2017 г. в полуфинала на Световната купа по ръгби през 2017 г. Джейн пусна коледна смесица с певицата Леона Люис. Джейн си сътрудничи с Ty Dolla Sign и Marc E. Bassy за дебютния си солов сингъл „Bottled Up“, който е издаден с придружаващото го лирично видео на 21 септември 2018 г. Джейн изпълнява две нови песни „Retrograde“ и „I Not Mind“ на Jingle Bash на 3 декември 2018 г.

## Музикални проекти
- „Dancing Like a White Girl“ (2011)
- „Boom Boom“ (2017) (with RedOne, Daddy Yankee and French Montana)
- „Bottled Up“ (2018) (featuring Marc E. Bassy and Ty Dolla Sign)